# Актубек (Аягозький район)
Актубе́к (каз. Ақтүбек) — село у складі Аягозького району Абайської області Казахстану. Входить до складу Акшийського сільського округу.
Населення — 60 осіб (2021; 162 у 2009, 179 у 1999, 106 у 1989).
Національний склад станом на 1989 рік:
- казахи — 100 %

У радянські часи село називалось також Актюбек.